# Comisión de Árbitros de la FIFA
La Comisión de Árbitros de la FIFA es una comisión que  aplica e interpreta las reglas del Fútbol. Puede proponer las modificaciones pertinentes al Comité Ejecutivo. Designa a los árbitros y a sus asistentes en las competiciones organizadas por la FIFA. 
Presidente del Comité es el Español Ángel María Villar.

## Torneos
La FIFA organiza todos los Campeonatos Mundiales de balompié en los dos géneros.

### Competiciones masculinas
| Torneo                                       | Último torneo               | Campeón vigente          |
| -------------------------------------------- | --------------------------- | ------------------------ |
| Copa Mundial de Fútbol                       | Brasil 2014                 | Alemania                 |
| Copa Mundial de Fútbol Sub-20                | Egipto 2009                 | Ghana                    |
| Copa Mundial de Fútbol Sub-17                | Nigeria 2009                | Suiza                    |
| Copa FIFA Confederaciones                    | Sudáfrica 2009              | Brasil                   |
| Campeonato Mundial de fútbol sala de la FIFA | Brasil 2008                 | Brasil                   |
| Copa Mundial de Fútbol Playa de FIFA         | Dubái 2009                  | Brasil                   |
| Torneo Olímpico de Fútbol masculino          | Pekín 2008                  | Argentina                |
| Copa Mundial de Clubes de la FIFA            | Emiratos Árabes Unidos 2009 | Inter de Milán ( Italia) |

### Competiciones femeninas
| Torneo                                 | Último torneo      | Campeón vigente |
| -------------------------------------- | ------------------ | --------------- |
| Copa Mundial Femenina de Fútbol        | China 2007         | Alemania        |
| Copa Mundial Femenina de Fútbol Sub-20 | Chile 2008         | Estados Unidos  |
| Copa Mundial Femenina de Fútbol Sub-17 | Nueva Zelanda 2008 | Corea del Norte |
| Torneo Olímpico de Fútbol femenino     | Pekín 2008         | Estados Unidos  |